# Christian Boeck
Pour les articles homonymes, voir Boeck.
Christian Peter Bianco Boeck (5 septembre 1798 - 11 juillet 1877) était un médecin, botaniste et un zoologue norvégien. Il est principalement connu pour sa pharmacopée Pharmacopoea Norvegica (1854) et ses études des trilobites. C'est l'oncle de Cæsar Peter Møller Boeck.
En 1838, il invité à participer à l'expédition française de La Recherche.
Il est aussi, avec Baltazar Mathias Keilhau, le découvreur du massif de Jotunheimen et a effectué plusieurs des premières ascensions dans le massif, donc en particulier Falketind, Kalvehøgdi et Nordre Skagastølstind.